# Juliaan van Belle
Juliaan van Belle, eigenlijk Julien Van Belle, (Brugge, 3 februari 1921 – 8 september 2008) was een Vlaams journalist en historicus.
De hoofdbrok in zijn historisch werk gaat over de Nederlanden in de Bourgondische tijd, en met name zijn tussen 1984 en 1986 in drie delen uitgegeven Les Pays de par deçà, de Bourgondische Nederlanden. Deel I handelt over de periode onder Filips de Goede (1419-1467), deel II over Karel de Stoute (1467-1477) en deel III over de regeerperiode van Maria van Bourgondië (1477-1482).
Van Belle beschrijft deze geschiedenis vanuit Vlaams standpunt. Wanneer we daar niet onderuit kunnen, schrijft hij, komt dat gewoon omdat de geschiedenis van de Nederlanden tot aan het einde van de 16e eeuw vóór alles de geschiedenis was van het graafschap Vlaanderen. De Waalse vorstendommen speelden een bescheiden rol, zoals trouwens ook Holland en Zeeland.
Tegenover het Groot Privilege van 1477, dat door veel historici (o.a. Henri Pirenne) particularistisch genoemd wordt, staat Van Belle positiever. Hij noemt het conservatief en democratisch, en het beginsel van een federale staat.

## Publicaties
- Maria van Bourgondië, de tragiek van een vorstin, 1982.
- Les Pays de Par-deça. De Bourgondische Nederlanden, 1984.